# Analiza muzyczna
Analiza muzyczna (z gr. análysis – rozłożenie na części) – analiza muzyczna polega na szczegółowym rozpatrywaniu wszystkich elementów wchodzących w skład dzieła muzycznego, ze względu na zastosowaną technikę kompozytorską, a także wartość artystyczną.
Ze względu na materiał, analizę dzieli się na: formalną, harmoniczną, melodyczną oraz dynamiczną. Głównym zadaniem analizy muzycznej jest wyciąganie ogólnych wniosków dotyczących intencji, rzemiosła i stylu kompozytorskiego.